# 鱼-6鱼雷
H/YZQ-006型热动力声线联导反潜鱼雷，旧型号名鱼-6重型鱼雷，是中国研制的一种533毫米重型线导鱼雷。鱼-6是美国Mk 48鱼雷的中国对应型号，并且在设计上相当的参考了Mk 48。但鱼-6并非Mk 48的简单仿制型。该型号的总设计师是董春鹏。

## 概要及研发历程
鱼-6鱼雷的研制起始于1980年代初。目标是通过逆向工程一枚从南海得到的Mk48鱼雷来研制一种新型反潜/反舰鱼雷。项目在不久后因为资金困难被搁置，但关于鱼雷动力系统的研制成果被保留了下来。项目在1995年被再次启动。主承包商为中国船舶重工集团公司705研究所（即西安精密机械研究所）。上海交通大学亦参与了部分研制。该型号研制的难度大，使用的新技术占到2/3。因为缺少供仿制的样本，实际上研制单位更多是参考美方的公开资料进行研制，且鱼雷本体参考了俄罗斯的53-65型鱼雷设计，因此鱼-6与Mk 48有很大的不同。
鱼-6是一种533毫米，反潜/反舰重型鱼雷。具有线导、声自导和尾流跟随三种制导模式。鱼-6是中国首个采取开放式软件架构和模块化设计的鱼雷。其导引头采取了80486级别的主处理器。

## 使用装备
- 039型潜艇
- 039A型潜艇[5]
- 09III型核潜艇
- 094型潜艇